# Théorème de Kronecker (approximation diophantienne)
Cet article concerne l'approximation diophantienne. Pour d'autres notions ou résultats portant le nom de Kronecker, voir Leopold Kronecker.
Le théorème de Kronecker en théorie des nombres est un résultat d'approximation diophantienne simultanée de N réels. Il généralise (dans une certaine mesure) le théorème d'approximation de Dirichlet.

## Énoncé
Un énoncé du théorème est le suivant (il en existe d'autres, plus généraux) :
Soient a = (a1, …  an) un n-uplet de nombres réels et t son image dans le groupe quotient ℝn/ℤn. Le sous-groupe de ℝn/ℤn engendré par cet élément t est dense dans ce groupe topologique si et seulement si les n + 1 réels 1, a1, …  an sont ℚ-linéairement indépendants.
Le fait que cette condition est nécessaire est immédiat. Qu'elle est suffisante se traduit plus concrètement par :

Si les n + 1 réels 1, a1, …  an sont ℚ-linéairement indépendants alors,
pour tous réels b1, … , bn et tout ε > 0, il existe un entier relatif q tel qued(qak – bk, ℤ) < ε pour k = 1, … , n.
Le théorème d'approximation de Dirichlet concerne le cas où tous les bk sont nuls et garantit alors, sans hypothèse d'indépendance, l'existence d'un tel entier q, avec de plus q minoré par 1 et majoré explicitement en fonction de ε.

## Démonstration
La démonstration originelle de Leopold Kronecker est difficile à lire. Kurt Mahler en a fourni une autre grâce à sa théorie géométrique des nombres. En voici une moins conceptuelle mais extrêmement simple.
Notons ║ ║ la norme « infini » sur ℝn, c'est-à-dire le maximum des valeurs absolues des composantes.
Il s'agit de montrer, sous les hypothèses du théorème, qu'il existe un entier q tel que la distance d(qa – b, ℤn) pour cette norme soit inférieure à ε. On raisonne par récurrence sur n (pour n = 0, il n'y a rien à démontrer).
Le théorème de Dirichlet fournit un entier non nul s et un n-uplet p d'entiers tels que le n-uplet a' = sa – p soit de norme inférieure à ε.
D'après l'hypothèse sur a, le réel a'n est non nul et les n réels 1, a'1/a'n, … , a'n – 1/a'n sont ℚ-linéairement indépendants. Par hypothèse de récurrence, il existe donc un entier m tel que le réel r = (bn + m)/a'n vérifie : d(ra'k – bk, ℤ) < ε/2 pour k = 1, … , n – 1. Comme de plus d(ra'n – bn, ℤ) = 0, on a donc d(ra' – b, ℤn) < ε/2.
Soit t l'entier le plus proche du réel r, alors q = ts convient car d(tsa – b, ℤn) = d(ta' – b, ℤn) ≤ ║(t – r)a'║ + d(ra' – b, ℤn) < ε/2 + ε/2 = ε.